# ياسمين أليف الجبال
ياسمين أليف الجبال (الاسم العلمي:Jasminum oreophilum) هو نوع من النباتات يتبع جنس الياسمين من الفصيلة الزيتونية.